# Skorošice
Skorošice település Csehországban, a Jeseníki járásban. Skorošice Vlčice, Lipová-lázně, Žulová, Vápenná és Uhelná településekkel határos. Lakosainak száma 708 fő (2024. január 1.).

## Népesség
A település lakosságának változását az alábbi diagram mutatja:
| Lakosok száma | 2941 | 2832 | 2699 | 971  | 785  | 797  | 737  | 722  | 688  | 708  |
|               | 1869 | 1890 | 1921 | 1950 | 1980 | 2001 | 2017 | 2019 | 2022 | 2024 |